# Archiv für Philatelie
Das Archiv für Philatelie in Bonn wird von der Museumsstiftung Post und Telekommunikation geführt, welche auch die drei Museen für Kommunikation betreibt.

## Sammlungsauftrag
Das Archiv für Philatelie dokumentiert die Geschichte der Philatelie von den ersten Postwertzeichen bis zur neusten Sondermarke. Zur Sammlung zählen neben wertvollen Raritäten und postfrischen Neuausgaben auch Originalentwürfe, An- und Probedrucke, Ganzsachen, gelaufene Briefe, Druckstöcke und Stempel.

## Generalsammlung
Den Kern des Archivs bildet die so genannte „Generalsammlung“, die heute mehr als 800 Alben umfasst. Ziel der Generalsammlung ist es, jede jemals erschienene Briefmarke mit zumindest einem Exemplar zu belegen – und zwar weltweit. Zu diesem Zweck bezieht das Archiv über den Weltpostverein in Bern auch heute noch die meisten Neuausgaben anderer Länder.

## Bekannte Exponate
Zu den bekanntesten Exponaten zählen ein Exemplar der Blauen Mauritius und ein 10er-Bogen der Wohlfahrtsmarke Audrey Hepburn.